# Conflito curdo-turco

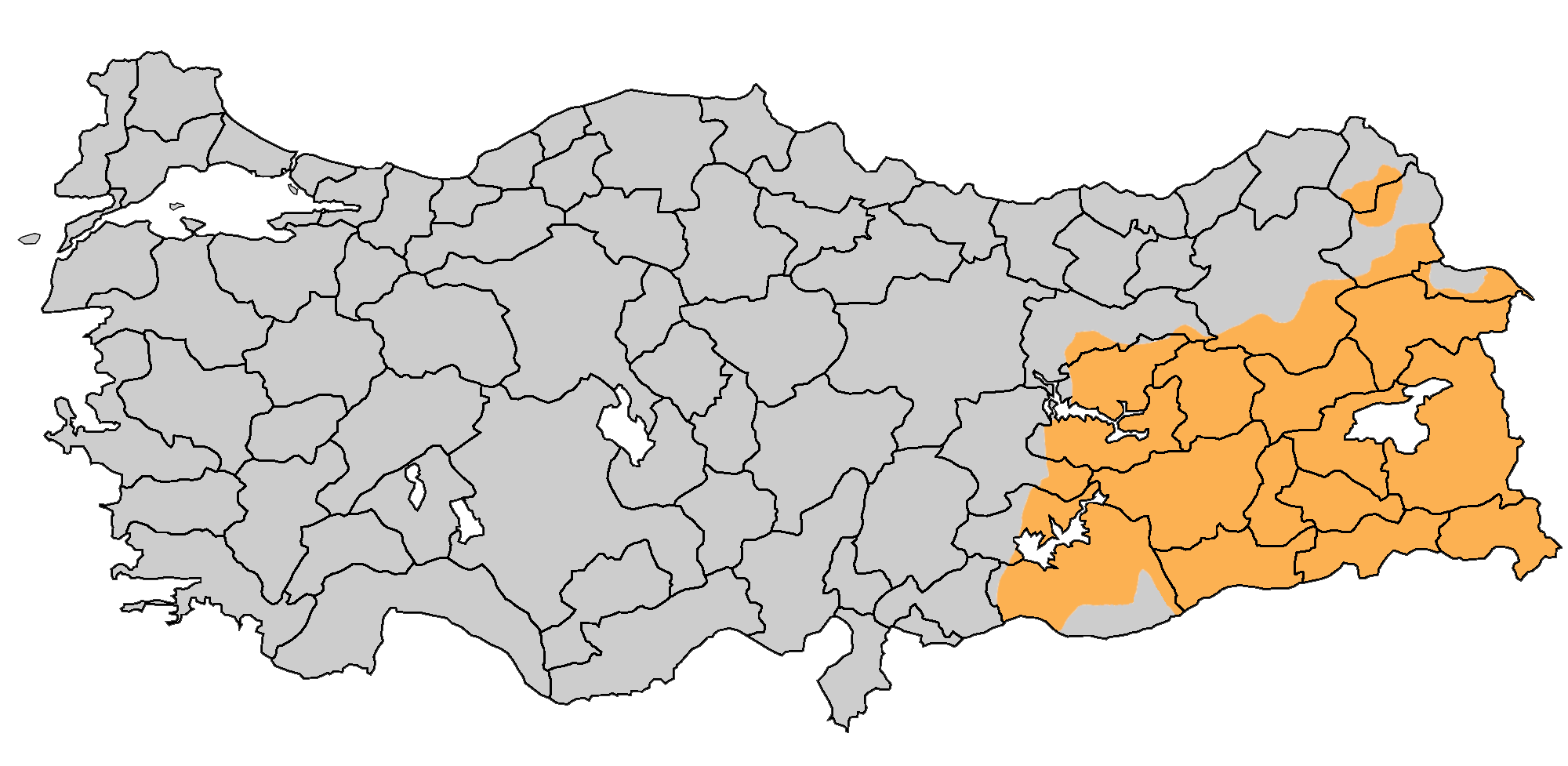
Um mapa mostrando a região do Curdistão turco.

Conflito curdo-turco ou rebeliões curdas na Turquia referem-se às lutas nacionalistas dos curdos na Turquia, com início após a Guerra de Independência Turca e a consequente transição do Império Otomano para o Estado turco moderno.
De acordo com registros militares turcos, as rebeliões curdas têm vindo a ocorrer na Anatólia durante mais de dois séculos. Embora as revoltas tribais curdas tenham encerrado o Império Otomano ao longo das últimas décadas de sua existência, o conflito na sua fase moderna é considerado como tendo iniciado em 1922, com o surgimento do nacionalismo curdo em paralelo com a formação do moderno Estado da Turquia. Em 1925, uma revolta para um Curdistão independente, liderada por Xeique Said Piran, foi suprimida rapidamente, e Said e os seus seguidores foram executados logo depois. Várias outras revoltas curdas em grande escala ocorreram em Ararate e Dersim em 1930 e 1937. O cônsul britânico em Trebizonda, o posto diplomático mais próximo de Dersim, falou da violência brutal e indiscriminada e apontou uma comparação explícita com os massacres armênios de 1915. "Milhares de curdos", ele escreveu, "incluindo mulheres e crianças, foram mortos, outros, a maioria crianças, foram lançados no Eufrates, enquanto milhares de outros em áreas menos hostis, que primeiramente tinham sido privados do seu gado e outros pertences, foram deportados para vilayets (províncias) na Anatólia Central. Agora, afirma-se que a questão curda não existe mais na Turquia".
Os curdos acusam os sucessivos governos turcos de suprimir a sua identidade através de meios como a proibição da língua curda na versão impressa e mídia. Atatürk acreditava que a unidade e a estabilidade de um país estava em uma identidade política unitária, relegando as distinções culturais e étnicas para a esfera privada. No entanto, muitos curdos não renunciaram as suas identidades e linguagem. O conflito armado em grande escala entre as forças armadas turcas e o Partido dos Trabalhadores do Curdistão (PKK) ocorreria ao longo dos anos 1980 e 1990, deixando mais de 35 mil mortos. Ações recentes do governo turco forneceram aos curdos com direitos e liberdades limitadas, particularmente no que diz respeito à língua curda, educação e meios de comunicação. Políticos e ativistas curdos ainda enfrentam pressão.

## História

### Rebelião de Koçkiri (1920)
A Rebelião de Koçkiri de 1920 na região predominantemente qizilbash de Dersim, embora empreendida pela tribo qizilbash Koçkiri, foi planejada por membros de uma organização conhecida como Kürdistan Taâlî Cemiyeti (KTC). Esta rebelião em particular falhou por diversas razões, a maioria das quais tem alguma relação com seu caráter qizilbash. O fato é que muitos chefes tribais de Dersim naquele momento ainda apoiavam os kemalistas - considerando Mustafa Kemal como o seu "protetor" contra os excessos dos fanáticos religiosos sunitas, alguns dos quais eram curdos  Kurmancî. Para a maioria dos curdos  Kurmancî na época, o levante parecia ser apenas uma revolta de alevitas - e, portanto, não estavam em seus próprios interesses.
Em consequência da rebelião Koçkiri falou-se em uma nova Grande Assembleia Nacional da República Turca de algumas formas muito limitadas de 'Administração Autônomas' pelos curdos em uma região curda centrada no Curdistão. Tudo isso desapareceria no Tratado de Lausanne de 1923, no entanto. Amargamente desapontados, os curdos voltariam a luta armada em 1925 - dessa vez liderados pelo clérigo zaza Xeique Said, mas organizada por outra, mais recente, organização nacionalista curda, Azadî.

### Rebelião do Xeque Said (1925) e consequências
A principal rebelião que dominaria a história dos curdos na Turquia seria aquela rebelião de 1925 na região do Curdistão turco, que foi liderada por Xeique Said. A repressão e agressão dos kemalistas secularistas se seguiram e todas as manifestações públicas de identidade curda foram banidas o que, por sua vez, prepararia os curdos para mais rebelião. A revolta do Xeique Said começou em fevereiro de 1925. Dos quase 15 mil combatentes que participaram na rebelião contra 52.000 da gendarmerie turca, as principais tribos curdas participantes na rebelião vieram dos zazas. A rebelião abrangeu a maior parte de Amed (Diarbaquir) e as províncias de Mardin. A rebelião de Xeique Said seria a primeira rebelião em grande escala do movimento curdo na Turquia. O principal organizador desta rebelião foi a sociedade independente curda, Azadi. A intenção dos Azadi seria libertar os curdos da opressão turca e, assim, oferecer libertação e, ainda, desenvolver o seu país. Em março de 1925, a revolta iria muito longe, Xeique Said e todos os outros líderes rebeldes foram enforcados em 29 de junho.
No outono de 1927, Xeique Abderramão (irmão de Xeique Saíde) iniciou uma série de ataques a guarnições turcas em Palu e Malátia. [carece de fontes?] Os distritos de Lice e Bingol foram capturados pelos rebeldes. Igualmente ocuparam os montes ao sul de Erzurum. As forças armadas turcas usaram a força aérea contra os rebeldes utilizando cinco aviões em Mardim. Em outubro de 1927, os rebeldes curdos atacaram e ocuparam Baiazide. O irmão de Xeique Said tentou se vingar do governo turco, atacando várias bases militares no Curdistão. Nada definitivo seria alcançado. Eles foram expulsos depois que os reforços turcos chegaram à região.
A rebelião falhou, todavia, em 1929, o movimento de Ihsan Nuri estaria no controle de uma grande extensão de território curdo e a revolta seria esmagada até o ano de 1930.

### Revolta de Ararate (1927–1930)
A República de Ararate (em turco:  Ağrı) foi um autoproclamado Estado curdo, localizado no leste da Turquia moderna, sendo centrado na província de Are. A República de Ararate foi declarada independente em 1927, durante uma onda de rebeliões entre os curdos no sudeste da Turquia. A rebelião foi liderada pelo General İhsan Nuri Paxá. No entanto, não foi reconhecido por outros Estados, carecendo de apoio estrangeiro.
Até o final do verão de 1930, a Força Aérea Turca estava a bombardear posições curdas ao redor do Monte Ararate a partir de todas as direções. Segundo o general Ihsan Nuri Paxá, a superioridade militar da Força Aérea Turca desmoralizou os curdos e conduziu à sua capitulação. A 13 de julho, a rebelião em Zilan seria suprimida. Esquadrilhas de 10 a 15 aviões foram utilizadas para esmagar a revolta. Em 16 de julho, dois aviões turcos foram abatidos e os seus pilotos foram mortos pelos curdos. Os bombardeios aéreos continuariam por vários dias e forçariam os curdos a se retirarem a 5.000 metros de altitude. Até 21 de julho, o bombardeio destruiu muitos fortes curdos. Durante estas operações, as forças armadas turcas mobilizaram 66.000 soldados e 100 aeronaves. A campanha contra os curdos tinha sido encerrada por 17 de setembro de 1930. A rebelião de Ararate foi derrotada em 1931 [carece de fontes?] e a Turquia retomaria o controle sobre o território.

### Medidas governamentais após 1937
Após a supressão da última rebelião em 1937, o Sudeste da Anatólia foi posto sob lei marcial. Além da destruição de aldeias e deportações maciças, o governo turco encorajou kosovares albaneses e assírios a se estabelecerem na região curda para alterar a composição étnica da região. As medidas tomadas pelo exército turco no período imediatamente após a revolta tornaram-se mais repressivas do que os levantes anteriores. Pessoas eram colocadas em celeiros e cavernas e queimadas vivas. Florestas eram cercadas e incendiadas para exterminar aqueles que haviam se refugiado lá. Muitas mulheres curdas cometiam suicídio coletivo e se atiravam em rios.
De acordo com o Partido Comunista da Turquia, entre 1925 a 1938, mais de 1,5 milhões de curdos foram deportados e massacrados. A fim de evitar que os acontecimentos tivessem um impacto negativo na reputação e imagem internacional da Turquia, os estrangeiros não seriam autorizados a visitar toda área a leste do Eufrates até 1965 e a área permaneceu sob cerco militar permanente até 1950. A língua curda foi banida e as palavras "curdos" e "Curdistão" foram removidas de dicionários e livros de história e os curdos eram apenas referidos como "turcos das montanhas".
| “                                                                                    | Os turcos, que recentemente lutavam por sua própria liberdade, esmagaram os curdos que a buscavam. É estranho como um nacionalismo defensivo se transforma em agressivo, e uma luta pela liberdade se torna uma luta pelo domínio sobre os outros. | ” |
| — Jawaharlal Nehru sobre a resposta às revoltas curdas no início da República Turca. | |   |

### Conflito Turquia–PKK (1978–presente)
O reavivamento étnico curdo apareceu na década de 1970, quando a Turquia estava atormentada por confrontos entre esquerdistas e direitistas, e o partido marxista Partido dos Trabalhadores do Curdistão (PKK) seria formado exigindo um Estado curdo. O PKK declarou seu objetivo como a libertação de todas as partes do Curdistão da opressão colonial e o estabelecimento de um Estado curdo independente, unido e socialista. Atraiu inicialmente os segmentos mais pobres da população curda e tornou-se o único partido curdo não dominado por ligações tribais. [carece de fontes?] O presidente do PKK, Abdullah Öcalan, que se orgulhava de ser de origem humilde, caracterizou sua luta sobretudo como anticolonial, consequentemente direcionando sua violência contra os colaboradores, ou seja, chefes tribais curdos, notáveis, com uma participação no Estado turco, e também contra organizações rivais. [carece de fontes?] O golpe militar em 1980 conduziria a um período de severa repressão e eliminação de quase todas as organizações curdas e de esquerda. O PKK, no entanto, seria o único partido curdo que conseguiu sobreviver e mesmo crescer em tamanho após o golpe. [carece de fontes?] Iniciou uma ofensiva guerrilheira com uma série de ataques a estações policiais e militares turcas e devido ao seu ousado desafio ao exército turco, gradualmente, conquistou a relutante admiração de parte da população curda. [carece de fontes?] No início de 1990, havia criado a sua própria administração local em algumas áreas rurais. [carece de fontes?] Por essa época, o PKK alterou seus objetivos de completa independência curda para uma solução negociada com o governo turco, especialmente após alguns contatos indiretos promissores com o presidente Turgut Özal. Após a morte repentina de Özal, as forças armadas turcas intensificaram as suas operações contra as bases do PKK. Essas medidas conseguiram isolar o PKK dos civis e reduzi-lo a um grupo de guerrilheiros operando nas montanhas. Em 1999, o aumento da pressão turca sobre a Síria levou à expulsão de Öcalan e prisão definitiva pelos Bordo Bereliler turcos  no Quênia.
Durante os anos 1980, a Turquia iniciou um programa de assimilação forçada de sua população curda. Isso chegaria ao ápice em 1984, quando o PKK iniciou uma rebelião contra o domínio turco atacando alvos militares e civis turcos. Desde que as operações dos militantes do PKK começaram em 1984, 37.000 pessoas foram mortas. O PKK tem prosseguido a sua guerra de guerrilhas nas montanhas. No entanto, desde 1995, e especialmente desde que o AK Parti chegou ao poder houve numerosas reformas e a situação melhorou bastante. Como resultado, o conflito está limitado a aproximadamente 3000 combatentes.